# 2-я Бауманская улица
Вторая Ба́уманская улица — улица в центре Москвы в Басманном районе между Лефортовской площадью и улицей Радио. Здесь расположен Московский государственный технический университет имени Н. Э. Баумана.

## История
Названа в 1933 году по находящейся по соседству Бауманской улице и МГТУ им. Баумана. Прежнее название — улица Коровий Брод — происходит от брода через реку Яуза, через который в XVII—XVIII веках вели коров на скотопрогонный двор близ Красных Ворот. На плане Москвы 1862 года — Лефортовская улица; в начале XX века — Техническая улица — по Высшему техническому училищу (ныне МГТУ им. Н. Э. Баумана).

## Описание
2-я Бауманская улица начинается на южной стороне Лефортовской площади, проходит на юг параллельно Лефортовской набережной, слева к ней примыкает Бригадирский переулок, затем пересекает Технический переулок и выходит на улицу Радио. Между 2-й Бауманской и Лефортовской набережной расположен Главный учебный корпус МГТУ.

## Здания и сооружения
По нечётной стороне:

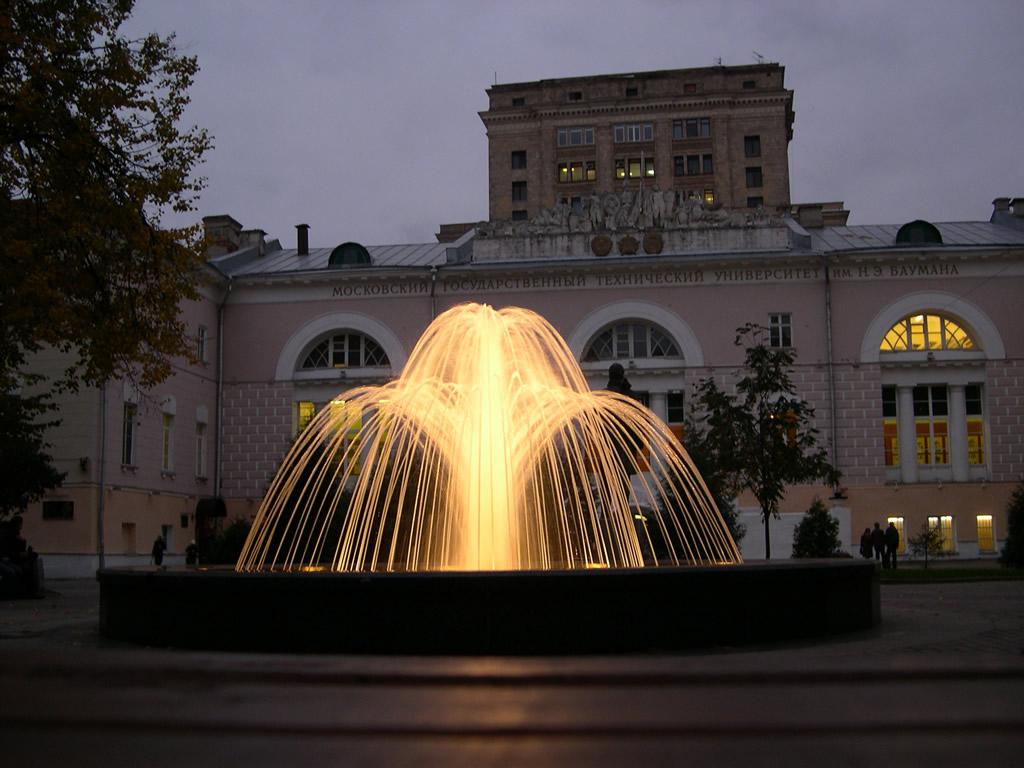
Внутренний двор МГТУ с фонтаном.

- № 3 — Российский государственный военно-исторический архив; Российский государственный архив фонодокументов (РГАФД);
- № 5 — Слободской дворец (в основе перестроенный в 1790—1794 гг. по проекту Дж. Кваренги дом канцлера А. П. Бестужева-Рюмина; 1796—1797 гг. перестроен М. Ф. Казаковым, В. И. Баженовым; 1827—1832 гг. перестроен Д. И. Жилярди, при участии А. Г. Григорьева и скульптора И. П. Витали)[1]. С конца 1820-х во дворце располагалось Ремесленное учебное заведение Императорского Московского воспитательного дома, преобразованное позже в Императорское Московское техническое училище; сейчас — Московский государственный технический университет имени Н. Э. Баумана[2]. Перед зданием в сквере установлен памятник Н. Э. Бауману (1963, скульптор А. П. Шлыков, архитектор А. А. Савин)[3] и памятник-бюст В. Н. Челомею (1984, скульптор В. А. Сонин, архитектор С. И. Кулев); на территории — памятник воинам-бауманцам, павшим в боях за Родину (1958, скульптор В. А. Горчуков)[3]
- № 7 — Московский государственный технический университет им. Н. Э. Баумана, факультеты МТ, ИБМ (бывш. Институт механической технологии волокнистых веществ). 1904.
- № 9/23 — ЦНИИ чёрной металлургии им. И. П. Бардина (ЦНИИчермет) (архитекторы Л. В. Руднев, В. О. Мунц, Л. Б. Сегал)[4]. Перед зданием установлен памятник-бюст И. П. Бардину (скульптор Н. Б. Никогосян, архитектор В. О. Мунц)[3].

По чётной стороне:

## Транспорт
- Автобус № 78 (д/с Сокольники — площадь Земляной Вал, театр на Покровке)